# Guichen
Guichen é uma comuna francesa na região administrativa da Bretanha, no departamento de Ille-et-Vilaine. Estende-se por uma área de 42,99 km². Em 2010 a comuna tinha 8 847 habitantes (densidade: 205,8 hab./km²).